# UFO (fumetto)
UFO è stata una serie a fumetti italiana di fantascienza ideata da Renzo Barbieri, sceneggiata da Ennio Missaglia e disegnata da Vladimiro Missaglia, pubblicata dal 1973 al 1976, ispirata non ufficialmente all'omonima serie televisiva britannica.

## Trama
La Terra è presa di mira da ripetuti attacchi da parte di varie razze extraterrestri; contro una possibile invasione, in Svizzera, è stata creata una base segreta, quartier generale di un'organizzazione mondiale, la "Squadra UFO", con a capo il capitano Raul Tuis, con il compito di arrestare il pericolo degli UFO. L'organizzazione dispone di intercettori, una stazione spaziale orbitale e mezzi di difesa all'avanguardia. Gli alieni contro cui si battono i Terrestri, sono di volta in volta diversi, con scopi vari e piani sempre nuovi. Collaborano con Tuis la sua segretaria, Alma Rogers e il suo braccio destro, il tenente James Stevenson.

## Personaggi
Raul TuisIl capitano al comando dell'organizzazione internazionale segreta, con sede in Svizzera, la "Squadra UFO", con il compito di fronteggiare minacce aliene.
Alma RogersLa segretaria di Tuis, segretamente innamorata del suo capitano.
James StevensonIl tenente braccio destro di Tuis, vice capo della "Squadra UFO".

## Storia editoriale
Sull'onda del successo dell'omonima serie televisiva britannica, la casa editrice Edifumetto iniziò la pubblicazione di una serie a fumetti, stampata in bianco e nero su libretti dal formato di 12,9 cm X 17,7 cm. L'idea per la serie fu di Renzo Barbieri, le sceneggiature di Ennio Missaglia e i disegni, fino al quart'ultimo numero, opera di Vladimiro Missaglia, che firmava le tavole come "Mirò". Gli ultimi tre numeri, dal 13 al 15 della terza ed ultima serie, furono disegnati da Maurizio Ricci.
Le uscite furono mensili fino al dicembre del 1973, quindicinali a partire dal gennaio 1974, ritornando quindi ad essere mensili dal gennaio 1975 fino al termine della pubblicazione avvenuta nel settembre del 1976. I numeri totali furono 43, suddivisi in tre serie, ciascuna delle quali ricominciava la numerazione a partire dal numero 1; la I serie edita nel 1973 fu di sei numeri, la II serie edita nel 1974 fu di ventidue numeri, e la III ed ultima serie, edita nel 1975-76 fu di quindici numeri.
La prima serie fu ristampata dal febbraio all'aprile del 1979 in tre albi mensili, sempre intitolati "UFO", ciascuno comprendente due storie. Alcune avventure furono ripubblicate dal 1974 al 1981 su varie pubblicazioni, sempre dell'Edifumetto: Fumetti tam tam (1974), Battaglie stellari (1977), sul numero 61 de I Nobel del fumetto (1978) e sul numero i di Jeans fumetti (1981).
I personaggi, i mezzi e l'ambientazione, specie quando raffigurati nelle copertine degli albi, ricalcavano palesemente quelli della serie televisiva fantascientifica cui il fumetto si ispirava: l'organizzazione mondiale a difesa della Terra contro gli extraterrestri non era la "SHADO" ma la "Squadra UFO" con sede non a Londra ma in Svizzera, ma per il resto i protagonisti del fumetto, il capitano Tuis, la sua segretaria Alma Rogers e il tenente James Stevenson erano sorprendentemente simili ai personaggi della serie televisiva, rispettivamente al comandante Edward Straker, al tenente Gay Ellis e al colonnello Paul Foster. In alcuni numeri vengono disegnati degli UFO, degli intercettori terrestri e dei carri lanciamissili esattamente uguali a quelli del telefim.

## Titoli
I titoli totali furono 43, suddivisi in tre serie, ciascuna delle quali ricominciava la numerazione a partire dal numero 1.

### I serie 1973
La I serie, pubblicata dal luglio al dicembre del 1973, si compone di 6 numeri:
1. L'uovo sulla Luna
2. Gli aliens
3. Il pianeta condannato
4. Minaccia alla Terra
5. Il capitano Tuis
6. Robot assassini

### II serie 1974
La II serie, pubblicata dal gennaio al dicembre del 1974, si compone di 22 numeri:
1. Il rapimento di Jim
2. Gli ibernati
3. Un Alien tra noi
4. Minaccia da Mimas
5. Squadra UFO in azione
6. Missione Spacelab 7
7. Il fuggiasco
8. Un dono dallo Spazio
9. Emergenza
10. Morte nell'abisso
11. Un terrestre nello Spazio
12. Verso la morte
13. La mitica astronave
14. Demoni di fuoco
15. Il giorno dell'Apocalisse
16. Una trappola per Tuis
17. Il pianeta sconosciuto
18. Gli Invisibili
19. Spia aliena
20. Missione Sud America
21. La morte in decibel
22. Base Luna non risponde

### III serie 1975/76
La III serie, pubblicata dal gennaio del 1975 al marzo del 1976, si compone di 15 numeri:
1. Extraterrestri
2. Operazione Sub
3. Alma Rogers
4. L'Umanità in pericolo
5. Piano Gamma
6. Il sosia
7. Uomini cavia
8. Il canyon della paura
9. Contrattacco
10. Extra
11. Paura dallo Spazio
12. Natale con gli extraterrestri
13. Missione Galapagos
14. Tra i ghiacci del Nepal
15. Ricatto cosmico